# 248

Romeinse Rijk (ca. 250)

Het jaar 248 is het 48e jaar in de 3e eeuw volgens de christelijke jaartelling.

## Gebeurtenissen

### Italië
- 21 april - Keizer Philippus I opent de festiviteiten ter ere van de duizendste verjaardag van de stadstaat Rome (753 v.Chr.), hij organiseert spectaculaire spelen die een jaar duren.
- Pacatianus en Iotapianus, Romeinse usurpators, leiden in Moesië en Syria een opstand tegen het bewind van Philippus I.
- Thascius Caecilius Cyprianus (248-259) wordt met steun van de armen benoemd tot bisschop van Carthago.

## Geboren
- Flavia Julia Helena, keizerin en moeder van Constantijn de Grote (overleden 329)